# Phyllanthus angustifolius
Phyllanthus angustifolius är en emblikaväxtart som först beskrevs av Olof Swartz, och fick sitt nu gällande namn av Olof Swartz. Phyllanthus angustifolius ingår i släktet Phyllanthus som ingår i familjen emblikaväxter. Inga underarter finns listade i Catalogue of Life.
Artens utbredningsområde anges som Västindien.

## Bilder

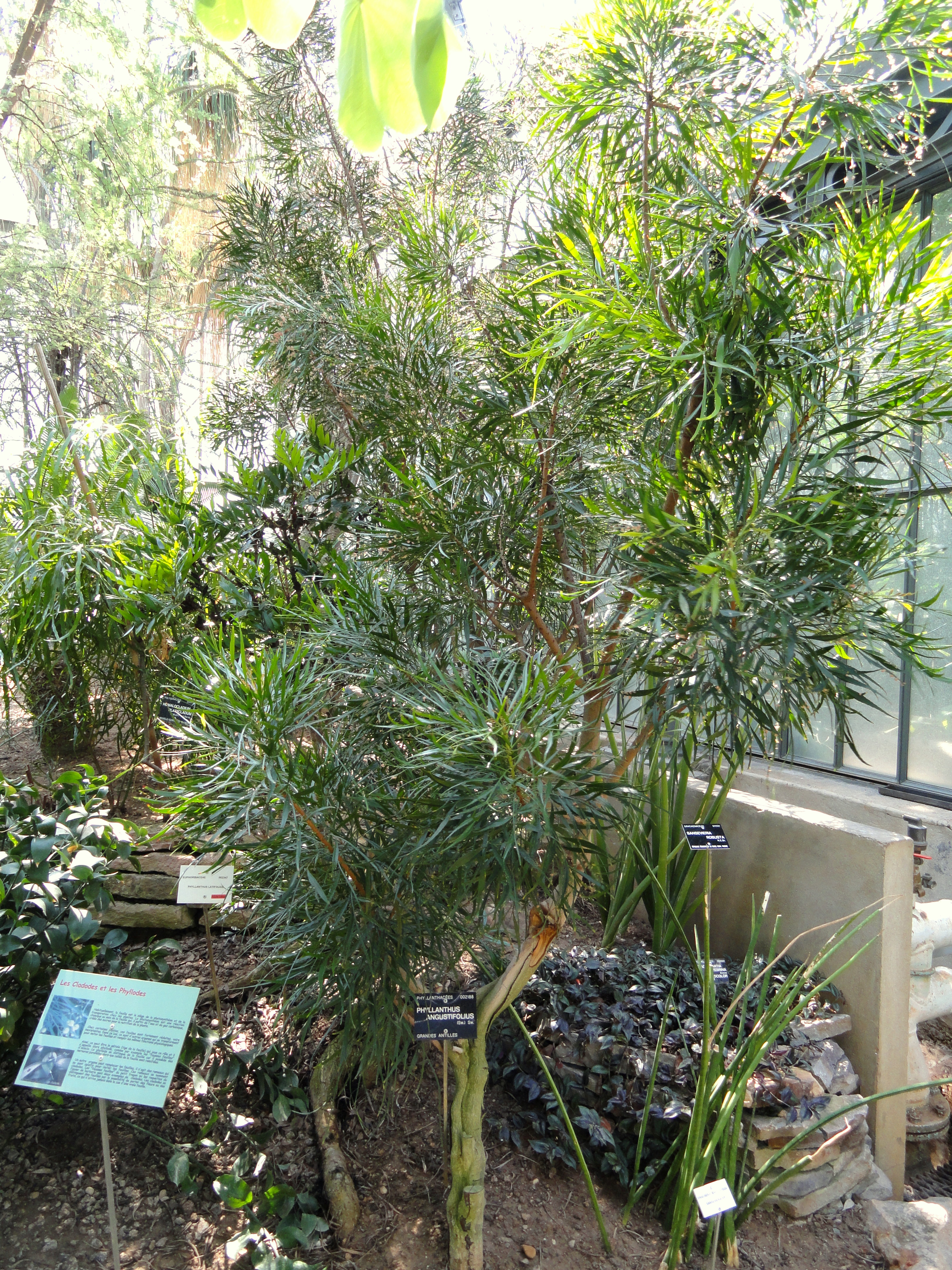
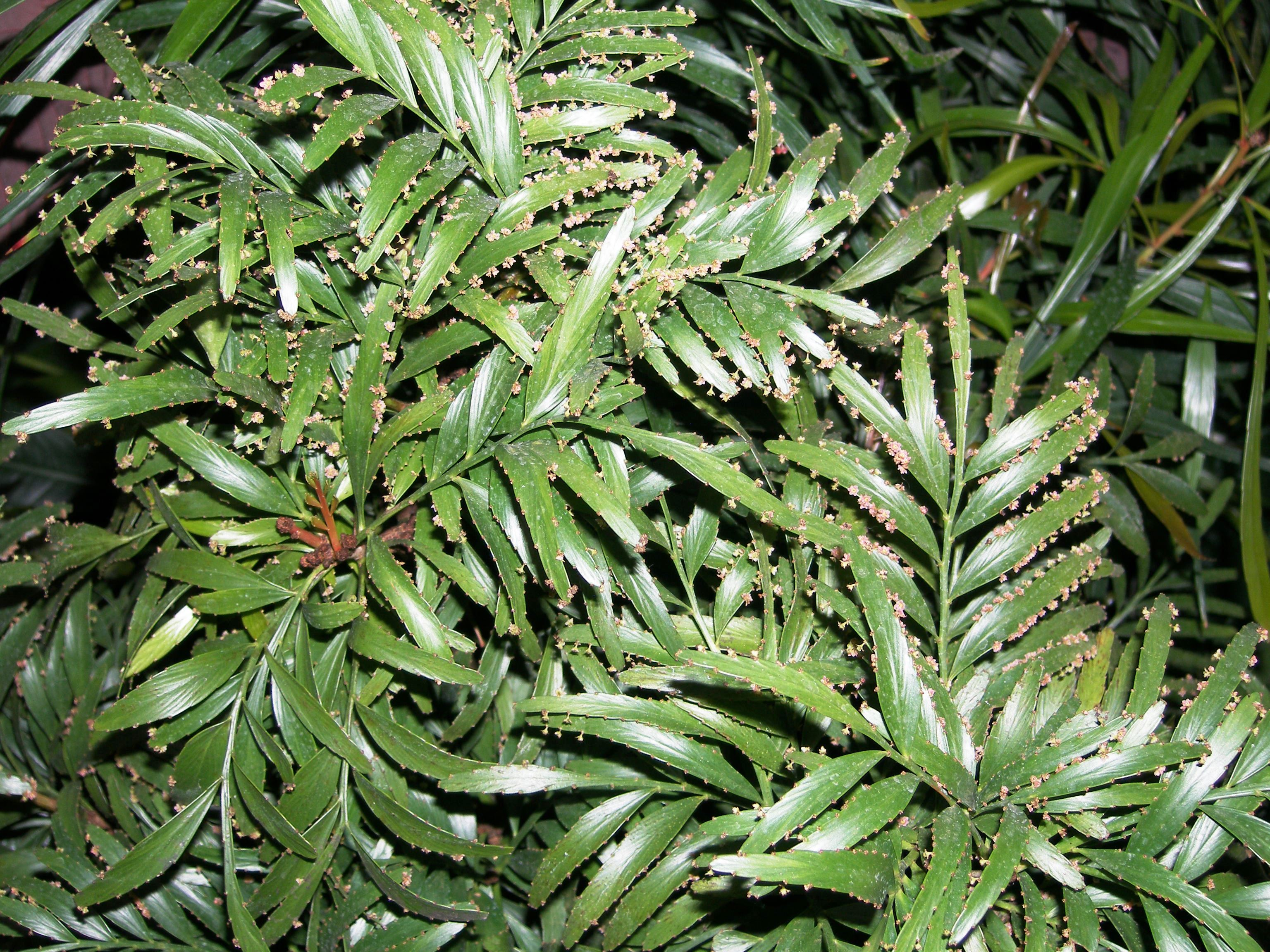
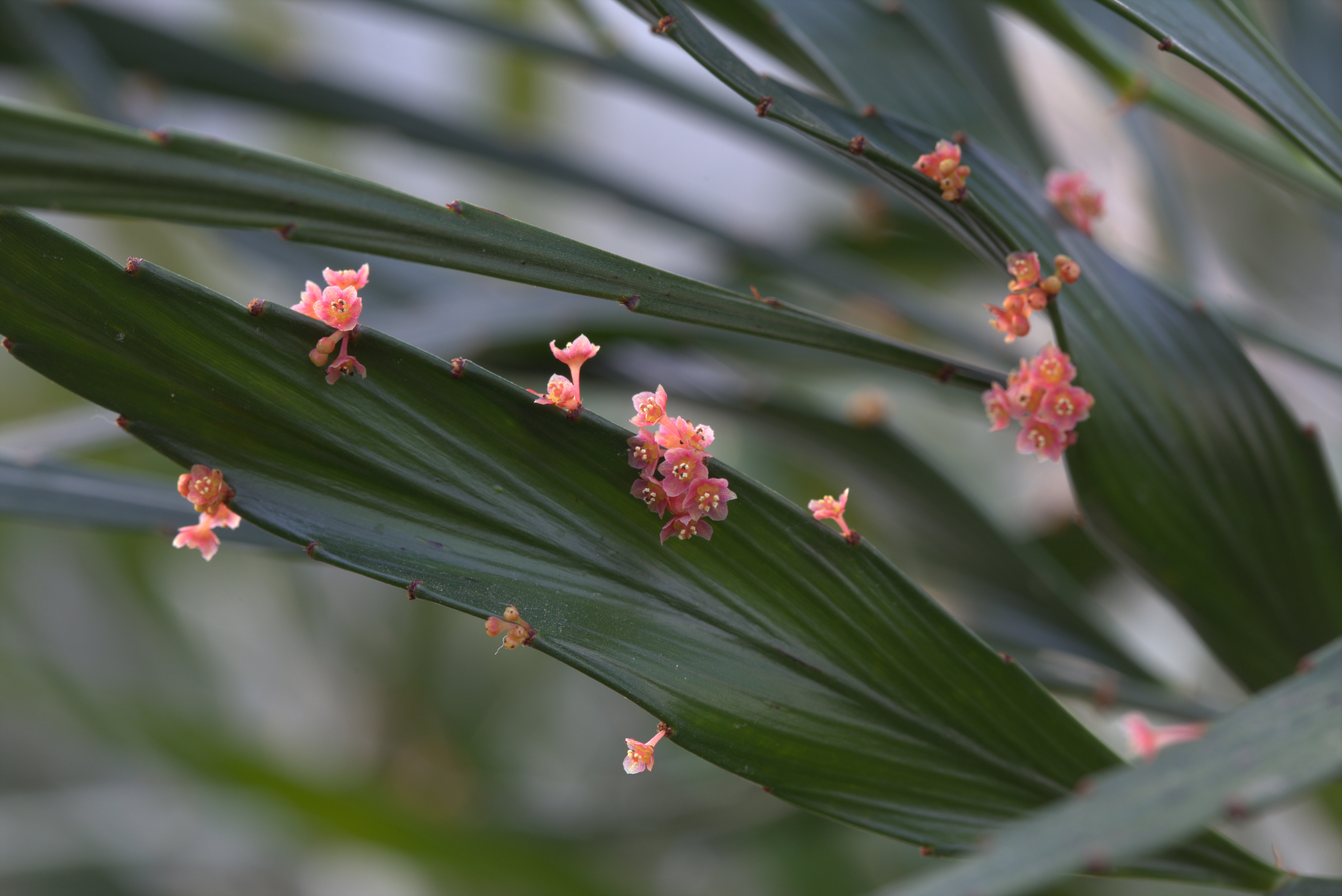